# Stenoonops lucradus
Stenoonops lucradus är en spindelart som beskrevs av Arthur M. Chickering 1969. Stenoonops lucradus ingår i släktet Stenoonops och familjen dansspindlar.
Artens utbredningsområde är Jungfruöarna. Inga underarter finns listade i Catalogue of Life.